# Astragalus tumninensis
Astragalus tumninensis là một loài thực vật có hoa trong họ Đậu. Loài này được N.S.Pavlova & Bassargin miêu tả khoa học đầu tiên.